# Spedizione di Kerinci
La spedizione di Kerinci fu una spedizione punitiva mossa dal governo Indie orientali olandesi contro il villaggio di Kerinci tra il 12 maggio ed il 4 settembre del 1903. La rivolta scoppiata localmente contro il riconoscimento dell'autorità governativa olandese, venne repressa dopo quattro mesi di campagna militare contro i guerriglieri nativi. Prima di questa spedizione, l'area era sotto il controllo olandese solo formalmente, ma in realtà le truppe coloniali dei Paesi Bassi non riuscivano a mantenere effettivamente la regione sotto controllo.

## Antefatto
Il motivo scatenante della spedizione era che nel 1902, durante una spedizione dell'esercito coloniale olandese nella regione a nord di Jambi, i comandanti erano venuti a sapere che i capi del popolo dei korintji stavano offrendo un rifugio sicuro agli insorti di Jambi e che addirittura stavano pensando in loco di riorganizzare la resistenza al governo olandese. Per contrastare questo pericolo, nel maggio del 1902, le autorità olandesi decisero di chiedere formalmente ai capi dei korintji di confermare la loro assoluta neutralità nel conflitto e che, per garantire ciò, un ispettore sarebbe stato inviato nel loro territorio, non certo per governare ma per controllare che il popolo dei korintji non sostenesse gli insorti jambiani in alcun modo. Questo controllore, inoltre, avrebbe anche assistito i capi locali con "consigli e azioni" per contrastare gli insorti Jambi di modo che essi non avessero nulla da temere da possibili insorti nel loro territorio. Ovviamente, al di la di queste richieste formali, era latente la minaccia olandese che in caso contrario il commercio dei korintji sarebbero stati bloccati dalle navi olandesi.
Quando il messaggio giunse ai capi dei korintji, ad ogni modo, questi risposero che non avrebbero permesso a funzionari o soldati olandesi di entrare nel loro paese. Tuttavia, questo messaggio non riuscì nemmeno ad arrivare al comando delle truppe olandesi in quanto i messaggeri vennero assassinati a Lempoer nell'agosto di quello stesso anno e le loro lettere vennero rubate.
In seguito a quell'omicidio, nell'ottobre 1902, fu deciso che una forza militare sarebbe stata inviata a Kerinci non appena le circostanze lo avessero permesso. Lo scopo di questa spedizione sarebbe stato quindi quello di arrestare i colpevoli del duplice omicidio e chiedere agli abitanti di Lempur il pagamento di una multa per collaborazionismo. Inoltre, la medesima armata avrebbe chiuso i porti di Kerinci sino a quando i requisiti imposti dagli olandesi non fossero soddisfatti, così da rafforzare l'autorità olandese a Sumatra. Era ormai chiaro agli olandesi che i capi locali avessero dato il loro sostegno ai jambiani e per questo nell'aprile del 1903, dopo diverse trattative diplomatiche, si decise di inviare la forza militare prevista.

## Lo scontro
La spedizione fu resa difficile per gli olandesi dall'inaspettata resistenza posta loro da Kerinci. I korintji avevano infatti un complesso sistema di fortificazioni che resero complessa la conquista da parte delle truppe olandesi di diverse città e villaggi.
Il 9 agosto del 1903, gli olandesi riuscirono infine a conquistare Poelau Tengah, un kampong fortificato sul lago di Kerinci che era uno dei centri nevralgici dei ribelli dell'area. Più di 300 persone (compresi donne e bambini) vennero uccisi tra i korintji, a fronte di pochi soldati olandesi. Con la conquista di Poelau Tengah, Kerinci passò quasi interamente sotto il dominio olandese. La spedizione venne sciolta il 4 settembre 1903, dopo che tutta la resistenza era stata schiacciata e l'area passò sotto il controllo civile.

## Conseguenze
Con la conquista dell'area, gli olandesi avevano fortificato la loro presenza a Sumatra.
In patria, ad ogni modo, quest'azione venne aspramente criticata. Nella sessione del 23 novembre 1903 alla Camera Bassa dei Paesi Bassi, il deputato Frederik Willem Nicolaas Hugenholtz sostenne che l'azione compiuta a Kerinci era stata ingiustificata e soprattutto di una crudeltà inaudita in quanto, per la brama di potere di pochi, si sostenne di aver commesso un massacro a danno della popolazione locale. Secondo quanto sostenuto dal politico, il legame tra Jambi e Kerinci non era poi così forte da richiedere l'intervento militare e che gli omicidi di Lempoer avevano una motivazione di tipo politico che nulla aveva a che vedere con gli olandesi. A queste accuse rispose il segretario coloniale del governo che respinse le critiche mossegli, sostenendo che Hugenholtz aveva torto con le sue accuse.